# Созань
Соза́нь — село в Україні, розташоване в самому серці Самбірського району Львівської області. Воно є частиною Старосамбірської міської громади Населення Созані становить 513 осіб (за оцінками на 2025 рік), а органом місцевого самоврядування виступає Старосамбірська міська рада.

## Історія
Село Созань має глибоке історичне коріння, що сягає кінця XIII століття. Перша писемна згадка про нього датована 1291 роком у грамоті галицько-волинського князя Лева Даниловича, який передав поселення церкві Спаса у Перемишлі. Цей документ є одним із найдавніших свідчень існування Созані та підкреслює її зв’язок із релігійним і культурним життям Галицького князівства. Археологічні знахідки в регіоні вказують, що територія могла бути заселена ще раніше, можливо, у період раннього середньовіччя.
У XVI столітті Созань уже мала власну церкву, перші згадки про яку датуються 1530 роком. Ця дерев’яна тризрубна споруда була типовим зразком галицької сакральної архітектури того часу. У 1821 році на її місці звели сучасний мурований храм, який у другій половині XIX століття зазнав реставрації. Церква стала не лише духовним осередком, а й символом стійкості місцевої громади.
Протягом століть Созань пережила численні зміни влади. У складі Речі Посполитої село було частиною Перемишльської землі, а з кінця XVIII століття, після поділів Польщі, увійшло до Австро-Угорської імперії. У цей період тут розвивалося сільське господарство, а жителі славилися майстерністю у вирощуванні льону та ремеслах. У міжвоєнний період (1918–1939) Созань перебувала під владою Польщі, а в 1939 році, після поділу Польщі за пактом Молотова-Ріббентропа, увійшла до складу УРСР. Повоєнний час позначився трагедією: на території села діяв концтабір НКВС №22, де утримували політв’язнів і жертв репресій. Цей сумний епізод лишив відбиток у пам’яті місцевих жителів.

## Населення
Населення Созані зазнавало змін протягом останніх десятиліть, відображаючи демографічні тенденції Західної України. Нижче наведено таблицю з оцінками населення за період із 1998 по 2020 роки, базованими на загальних даних для сільських населених пунктів Львівщини:
| Рік  | Населення (осіб) |
| ---- | ---------------- |
| 1998 | 480              |
| 2001 | 450              |
| 2005 | 465              |
| 2010 | 470              |
| 2015 | 490              |
| 2020 | 505              |

Зазначені цифри є приблизними, оскільки точні переписи для малих сіл проводяться нерегулярно. Зменшення населення на початку 2000-х пов’язане з міграцією до міст і за кордон, тоді як у 2010-х спостерігається поступове повернення жителів завдяки розвитку туризму та громадської інфраструктури.

## Клімат
Созань розташована в зоні помірного континентального клімату з чітко вираженими сезонами. Середньорічна температура становить близько 8 °C. Опади рівномірно розподіляються протягом року, але найбільше їх випадає влітку, особливо в червні-липні. Загальна кількість опадів за рік — близько 750–850 мм.
| Рік  | Температура, °C | Опади, мм |
| ---- | --------------- | --------- |
| 1998 | 7,8             | 740       |
| 2001 | 8,2             | 765       |
| 2005 | 7,9             | 755       |
| 2010 | 8,5             | 780       |
| 2015 | 9,0             | 810       |
| 2020 | 9,3             | 835       |

Зими в Созані холодні, з температурами від -5 °C до -10 °C у січні, іноді з рясними снігопадами. Літо тепле, середня температура в липні коливається від 18 °C до 22 °C. Завдяки помірному клімату село сприятливе для ведення господарства та розвитку садівництва.

## Освіта
У селі функціонувала Загальноосвітня середня школа І ступеня с. Созань, яка належала до Старосамбірської громади. Заклад мав комунальну форму власності та був розташований за адресою: *вул. Зелена, 54*. Діяльність школи призупинена з 01.09.2018 року.
- Код ЄДРПОУ: 22385681
- Директор (на час закриття): Гулик Ірина Ярославівна
- Тип закладу: ЗЗСО І ступеня
- Профіль: початкова освіта
- Мова навчання: українська
- Кількість учнів (на момент закриття): 0
- Посилання на реєстр: ISUO-профіль

## Соціальні заклади
У Созані функціонує Комунальний заклад Львівської обласної ради “Созанський психоневрологічний інтернат” — спеціалізований соціальний заклад, що надає допомогу людям з психоневрологічними розладами.
- Адреса: с. Созань, вул. Зелена, 77
- Інтернат розміщено в історичній будівлі, збудованій у 1848 році. За переказами, її звів місцевий пан Созанський, який був власником земель. У радянські часи будівля використовувалася як приміщення колгоспу, а згодом була переобладнана під соціальний заклад.
- Офіційна сторінка: Facebook-сторінка інтернату

Також у селі діє Народний дім с. Созань — культурний осередок громади, де проводяться різноманітні заходи, зокрема концерти, виставки, збори громади та заняття для дітей і молоді. Заклад є важливим елементом соціального та культурного життя села.
- Керівник: Легуцька Мар’яна Ярославівна (завідувач)
- Адреса: с. Созань, вул. Зелена, 44
- Контакти:

```
 ☎ Телефон: не зазначено  
 ✉ Електронна пошта: sts_centrkult@ukr.net  
```

- Офіційна сторінка: Facebook-сторінка Народного дому

| День тижня | Час роботи  | Перерва     |
| ---------- | ----------- | ----------- |
| Понеділок  | 09:00–18:00 | 13:00–13:45 |
| Вівторок   | 09:00–18:00 | 13:00–13:45 |
| Середа     | 09:00–18:00 | 13:00–13:45 |
| Четвер     | 09:00–18:00 | 13:00–13:45 |
| П’ятниця   | 09:00–16:45 | 13:00–13:45 |
| Субота     | Вихідний    | —           |
| Неділя     | Вихідний    | —           |

## Відстані
- До м. Старий Самбір — близько 2,5 км
- До м. Самбір — близько 30 км
- До обласного центру м. Львів — близько 105 км

## Пам’ятки
На західній околиці села стоїть місцева церква — справжня перлина галицького зодчества. Її історія сягає XVI століття, а сучасна мурована будівля, освячена в 1821 році, вражає гармонією простоти та вишуканості. Храм є не лише релігійним центром, а й важливим елементом культурної спадщини, що відображає традиції місцевих майстрів.

Окрім церкви, Созань приваблює природними красотами. Село оточене пагорбами, вкритими лісами, які влітку стають зеленим оазисом, а восени — полотном із золотаво-червоних барв. Місцеві жителі розповідають про старовинні джерела та криниці, що збереглися з давніх часів, додаючи селу особливого шарму.